# Gedenkstätte für das KZ-Außenlager Polte-Magdeburg

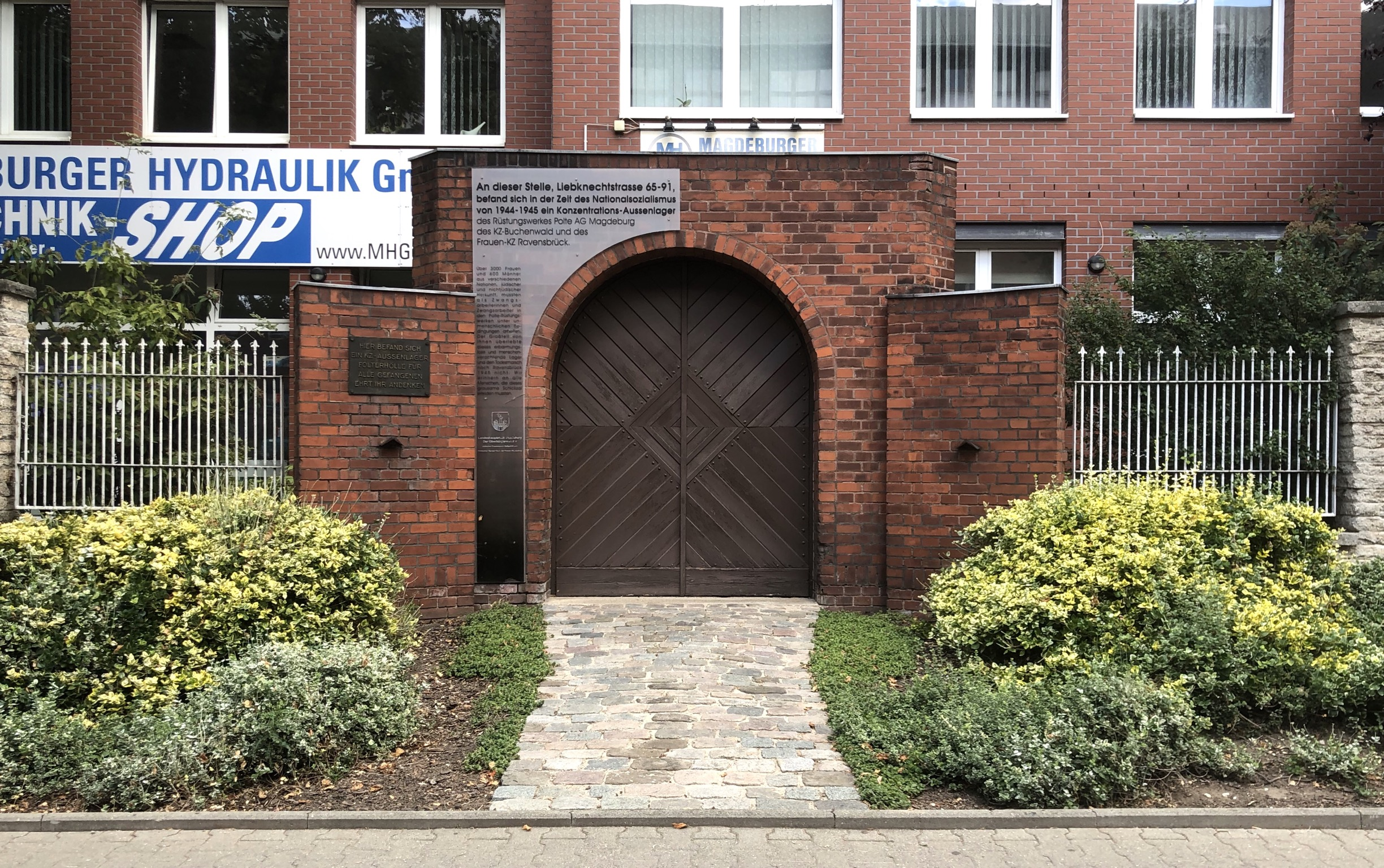
Gedenkstätte für das KZ-Außenlager Polte-Magdeburg, 2020

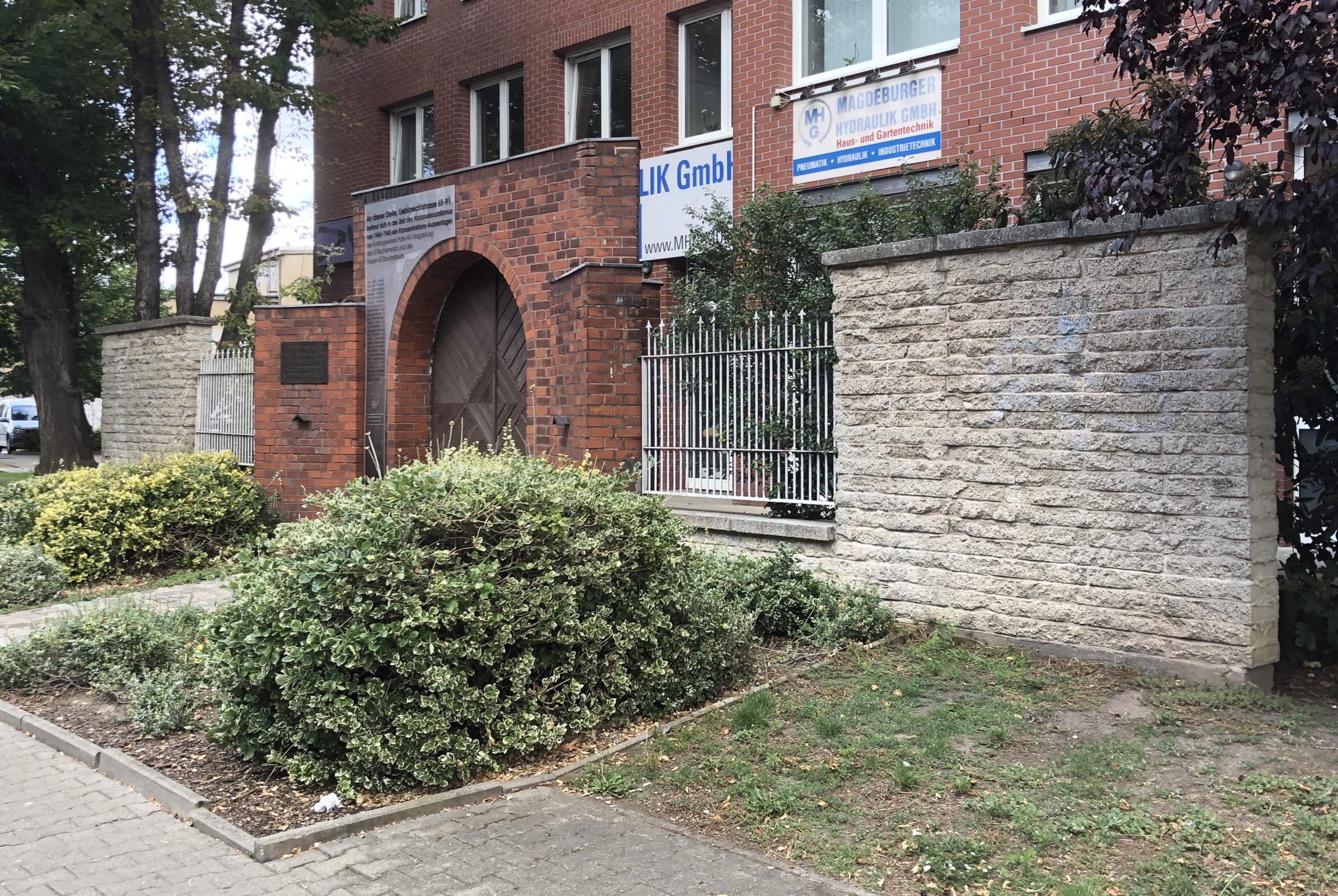
Blick von Osten

Die Gedenkstätte für das KZ-Außenlager Polte-Magdeburg ist eine Gedenkstätte in Magdeburg in Sachsen-Anhalt. Sie erinnert an die Opfer des KZ-Außenlagers Polte-Magdeburg.

## Lage
Sie befindet sich auf der Nordseite der Liebknechtstraße im Stadtteil Stadtfeld West vor dem Gebäude Liebknechtstraße 66. Auf der gegenüberliegenden Straßenseite befand sich das Werk II der Polte-Werke.

## Gestaltung und Geschichte
Die Gedenkstätte entstand in der Zeit um 1950 und erinnert an das an dieser Stelle vom 14. Juni 1944 bis 13. April 1945 befindliche KZ-Außenlager. Die über 3.600 Gefangenen des Lagers wurden in der Rüstungsproduktion in den benachbarten Polte-Werken eingesetzt. Das Denkmal besteht aus der originalen ehemaligen Toreinfahrt des Lagers. Sie ist als gemauerter Rundbogen ausgeführt. Auf das Tor führt ein aus Steinen gelegter Weg. Der Bereich beiderseits des Wegs ist gärtnerisch gestaltet. Seitlich schließt sich auf beiden Seiten des Tors ein Zaun und ein Mauerstück an. Links der Toreinfahrt befindet sich eine Inschriftentafel mit der Inschrift:
HIER BEFAND SICH

EIN KZ-AUSSENLAGER

FOLTERHÖLLE FÜR

ALLE GEFANGENEN

EHRT IHR ANDENKEN

Unmittelbar an der linken Seite des Torbogens befindet sich eine später angebrachte weitere Tafel, auf der nähere Details zum Außenlager aufgeführt sind.
Im örtlichen Denkmalverzeichnis ist das Denkmal unter der Erfassungsnummer 094 06158 als Baudenkmal verzeichnet.
Das Gebäude Liebknechtstraße 66, vor dem das Tor heute steht, entstand in den 1990er Jahren auf dem Gelände des ehemaligen Außenlagers.
Es werden jährlich Gedenkstunden abgehalten, an denen sich u. a. der SoVD, die Stadt Magdeburg und der Verein Miteinander e.V. beteiligen.